# Parafia św. Jakuba Apostoła w Mikołajkach
Parafia świętego Jakuba Apostoła w Mikołajkach – parafia rzymskokatolicka znajdująca się w diecezji toruńskiej, w dekanacie Nowe Miasto Lubawskie. 

## Proboszczowie
- ks. Marek Lubieniecki (do 2003)
- ks. Jerzy Pajdak (2003–2013)
- ks. kan. Zdzisław Baranowski (2013–2022)[2][3]
- ks. Wojciech Osicki (od 1 lipca 2022)[3]